# Jalapilla, Hidalgo
Jalapilla är en ort i Mexiko.   Den ligger i kommunen Singuilucan och delstaten Hidalgo, i den sydöstra delen av landet, 90 km nordost om huvudstaden Mexico City. Jalapilla ligger 2 670 meter över havet och antalet invånare är 114.
Terrängen runt Jalapilla är kuperad åt nordväst, men åt sydost är den platt. Runt Jalapilla är det ganska tätbefolkat, med 80 invånare per kvadratkilometer. Närmaste större samhälle är Pachuca de Soto, 18,4 km nordväst om Jalapilla. Trakten runt Jalapilla består till största delen av jordbruksmark.